# Maurice Ascher
Maurice Halevi Ascher (geboren am 24. Juni 1873 in Saint-Imier, Kanton Bern; gestorben am 28. April 1965 in Bnei Berak, Israel) war ein Schweizer Schriftsteller und Pädagoge.

## Leben
Maurice Aschers Eltern waren der Kaufmann Theodor David Ascher und Caroline Weill. Er besuchte die Schule zunächst in Cormondrèche und Neuchâtel und danach die Hirsch-Realschule in Frankfurt am Main. Eine kaufmännische Lehre brach er ab, bildete sich dann autodidaktisch weiter, machte das Abitur und studierte anschließend in Bern und Hamburg, zuerst zwei Semester Medizin und dann Philosophie. 1899/1900 promovierte er in Bern mit einer Arbeit über den französischen Philosophen Charles Renouvier. Nach seinem Philosophiestudium studierte Ascher am Rabbinerseminar in Hamburg, wo er Lieblingsschüler von Oberrabbiner Markus Mordechai-Amram Hirsch wurde.
Aufgrund seiner Sprachbegabung wurde Ascher Gesandtschaftsattaché der spanischen Botschaft in Berlin. Danach war er mehrere Jahre lang Erzieher der Söhne des Herzogs von  Sachsen-Coburg-Gotha und unternahm während dieser Zeit mehrere Fernreisen, unter anderem nach Indien. 1904 heiratete er Rifka Erlanger aus Luzern, mit der er mehrere Kinder hatte. 1905 gründete er ein Erziehungsinstitut in Neuchâtel, 1925 verlegte er das Institut nach Bex-les-Bains (Bex) im Kanton Waadt. In diesem Internat mit angeschlossener Farm wurde „jedwede Vorbereitung für alle Schulen des Kontinents“ sowie religiöse Erziehung, Handelsfächer und Sport insbesondere für „schwächliche und erholungsbedürftige Kinder“ angeboten.
Als Autor trat Ascher vor allem als Verfasser pädagogisch-philosophischer Schriften auf, in denen er den Standpunkt eines orthodoxen bzw. neo-orthodoxen Judentums vertrat.
Durch seinen Erstlingsroman Guilliver’s neue Reise ist Ascher auch ein Vertreter des deutschen Zukunftsromans. Der Roman erzählt eine phantastische Reise in Anlehnung an Jonathan Swifts utopische Satire Gullivers Reisen. Bei Ascher ist der Protagonist Guilliver kein Seemann, sondern zeitgemäss ein Luftschiffer, der auf einer Insel im Atlantik notlanden muss, wo er zwei durch einen Fluss getrennte höchst unterschiedliche Länder vorfindet, nämlich das von den lebensfrohen, optimistischen Risoristen bewohnte Risolia und das von pessimistischen Pleuristen bevölkerte Pleuresia. Guilliver hält sich hauptsächlich in Risolia auf, das als eine utopische Mustergesellschaft in Form einer aufgeklärten Monarchie beschrieben wird, mit Humor, Wahrheitsliebe und Relativismus als zentralen Werten. Guilliver wird jedoch aus dem Paradies vertrieben, als man ihn bei einer Lüge ertappt – er hat nämlich „um Gnade beim weiblichen Geschlecht zu finden“ verschwiegen, dass er verheiratet ist. Nessun Saprà zufolge ist der Roman „zu harmlos-naiv, um als echter utopischer Entwurf oder als Satire durchgehen zu können.“
Eine weitere belletristische Arbeit Aschers ist die Robinsonade Der jüdische Robinson (1930). Hier wird der Ich-Erzähler nicht auf eine einsame Insel verschlagen, sondern landet im Zug einer Weltreise in New York, wo er sich umgeben von liberalen bzw. assimilierten Juden wie auf einer Insel isoliert findet. Der Text enthält längere diskursive Passagen und Reflexionen, weshalb er als eine Mischung von Erzählung und Traktat gesehen werden kann. Er mündet in einer sexualethischen Abhandlung, die auch einen Angriff auf Magnus Hirschfeld enthält – schon 1922 hatte Ascher die diesbezügliche Schrift Sexuelle Fragen vom Standpunkte des Judentums veröffentlicht.
1965 starb Ascher im Alter von 91 Jahren in Israel.

## Bibliografie
- Renouvier und der französische Neu-Kriticismus. Dissertation. Sturzenegger, Bern 1900 (= Berner Studien zur Philosophie und ihrer Geschichte. XXII).
- Ausflüge in das Reich des Geistes und der Seele. Concordia Deutsche Verlags-Anstalt, Berlin 1904, DNB 57205100X.
- Von der Wiege bis zum Grabe : Streifzüge durch Zeit und Ewigkeit. Max Spohr, Leipzig 1906.
- Kein Widerspruch zwischen Judentum, Wissenschaft und Leben! Neuchâtel & Berlin 1908.
- Sogenannt „liberales“ und sogenannt „konservatives“ Judentum. Zürich 1911.
- In den Schlachten der Erkenntnis. Delachaux & Niestlé, Neuchâtel 1912.
- Guilliver’s neue Reise. Concordia Deutsche Verlags-Anstalt, Berlin 1915, DNB 57911029X.
  - Englische Übersetzung: Gulliver's New Travels. Tel Aviv 1940.
- Oded, das Buch des Friedens. Neuchâtel 1916.
- Familie Königtreu und der Krieg. Ostheim, Zürich 1917, DNB 572051034.
- Offenbarung im Lichte des Judentums und Menschenfresserei. Neuchâtel 1919, DNB 985053194.
- Briefe über Allerlei aus der jüdischen Religion. Post Tenebras Lux, Neuchâtel 1919.
- Sexuelle Fragen vom Standpunkte des Judentums. A. J. Hofmann, Frankfurt a. M. 1922, DNB 572051026.
- Ausflüge in das Reich des Geistes und der Seele. Concordia, Berlin [um 1928], DNB 57205100X.
- Der jüdische Robinson. Bach, Bex 1930, DNB 572051042.
- Beitrag zur Ueberwindung der Krisen (im Lichte des Judentums). Hofmann, Frankfurt a. M. 1931, DNB 572051018.
- Vorsehung, Freiheit, Glück. Bex ca. 1931.
- Angesichts des Todes : Hungert nicht auch die Seele?! Hermon, Frankfurt a. M. 1933,  DNB 993059619.
- Landwirtschaft und Thora. Fiba-Verlag, Wien 1935, DNB 572050992.